# Родионова, Нина Павловна
Ни́на Па́вловна Родио́нова (31 августа 1930, Иваново-Вознесенск, РСФСР — 24 февраля 2018, Иваново, Россия) — советская и российская художница-акварелист, Народный художник РСФСР (1980), член Союза художников СССР (1956), почётный гражданин Иванова (2018, посмертно). Жена художника Валерия Родионова.

## Биография
С 1945 года училась в Ивановском художественном училище (преподаватели М. И. Малютин, И. Н. Нефёдов, Н. Г. Буров), который окончила в 1950 году.
В 1956 году окончила Московский художественный институт имени Сурикова и в том же году была принята в Союз художников СССР. Работала в Художественном фонде.
В разные годы являлась депутатом областного Совета депутатов, членом ЦК профсоюза работников культуры, председателем Комитета Защиты Мира.
Скончалась 24 февраля 2018 года. Прощание состоялось 26 февраля, в большом ритуальном зале в городе Иваново (ул. Парижской Коммуны, д. 145а).

## Творчество
С 1956 года принимала участие во всесоюзных, республиканских, региональных и областных выставках. Работы художницы хранят 20 музеев России и частные коллекции в Англии, Германии, Италии, Польше, США.
Первая работа «В ссылку» (1955, Ивановский художественный музей), написаная совместно с мужем В. В. Родионовым и посвящённая судьбе О. А. Варенцовой, была представлена на всесоюзной выставке, позднее -  на республиканской в Академии художеств, а затем куплена Ивановским художественным музеем за 16 тысяч рублей. Дипломная работа «Новая ткань» (1956) попала на выставку в Академию художеств, позднее её репродуцировали на почтовых открытках.

## Награды
- Звание «Почетный гражданин города Иваново» (18 мая 2018[5][6], посмертно)
- Золотая медаль Союза художников России (2013)
- Знак «За заслуги перед Ивановской областью»[7]
- Медаль «За трудовую доблесть» (1976 и 1986[8])
- Золотая медаль «Александр Иванов» («за выдающийся вклад в изобразительное искусство России», 2009)
- Серебряная медаль Российской Академии Художеств (1998[9])
- Лауреат областной премии Ленинского комсомола
- Звание Народный художник РСФСР (1980)
- Звание Заслуженный художник РСФСР (1968)